# Jelcz 662D

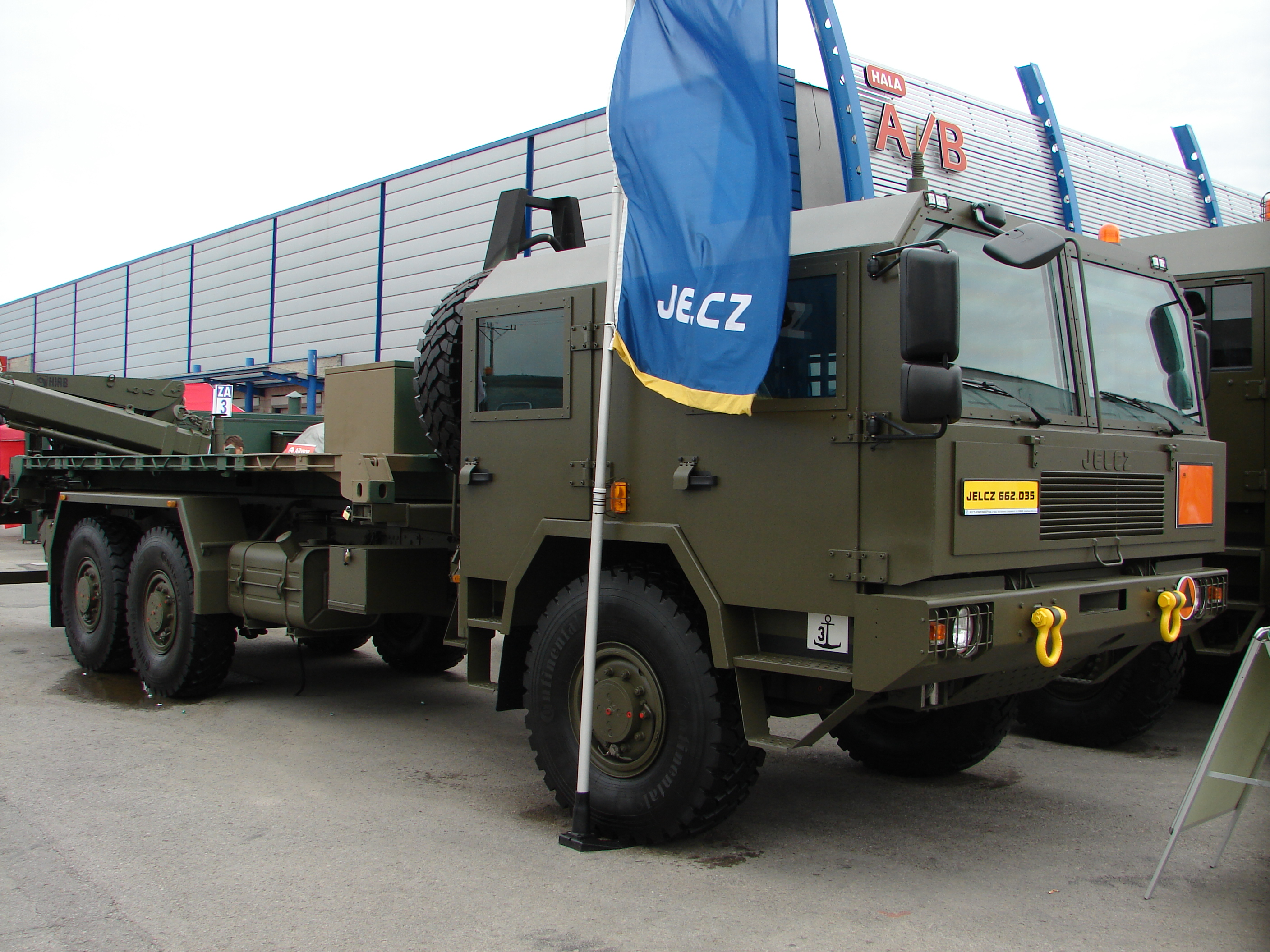
Jelcz P662 D35

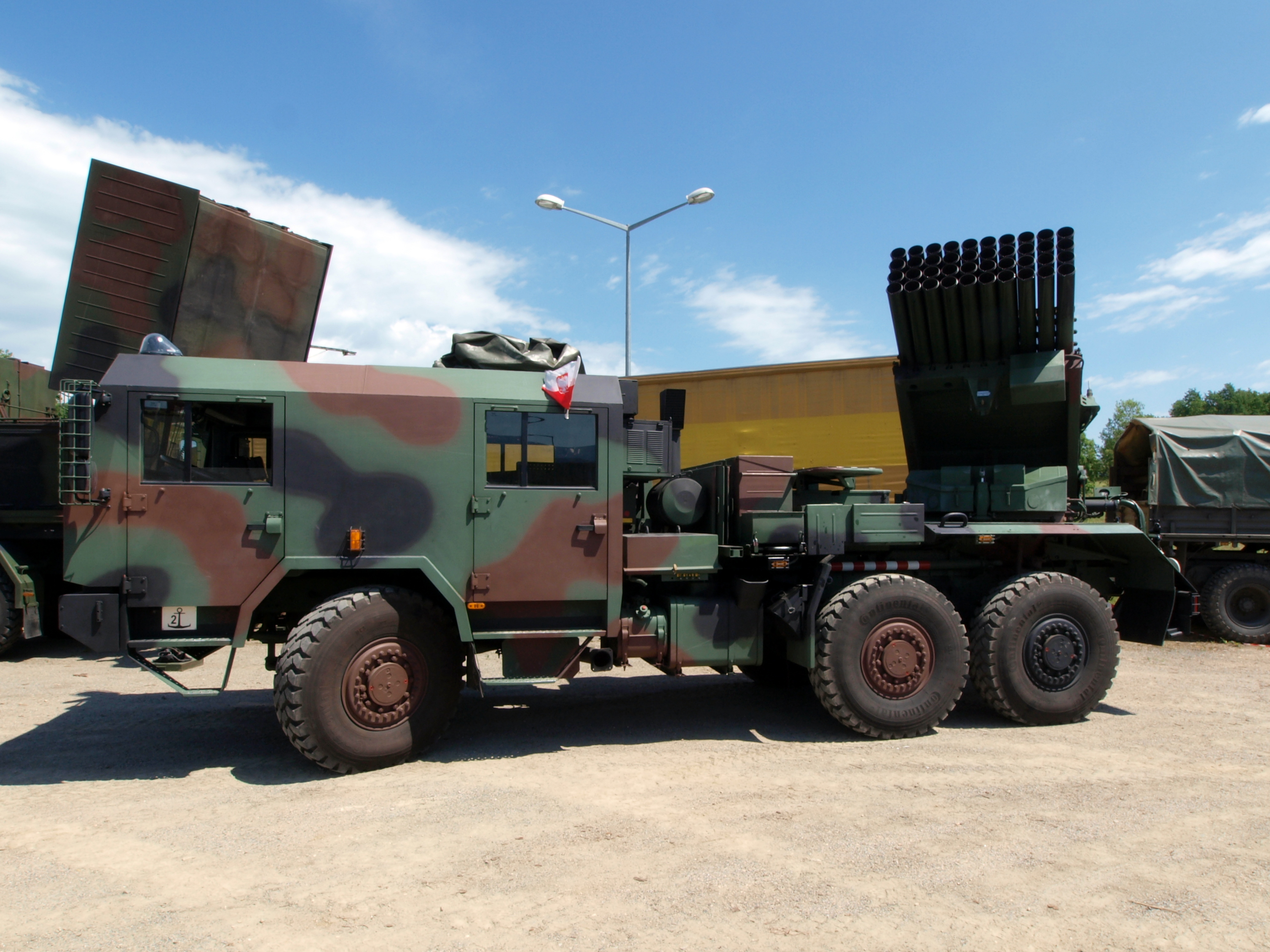
Jelcz P662 D34 z opancerzoną kabiną i wyrzutnią WR-40 Langusta 122mm

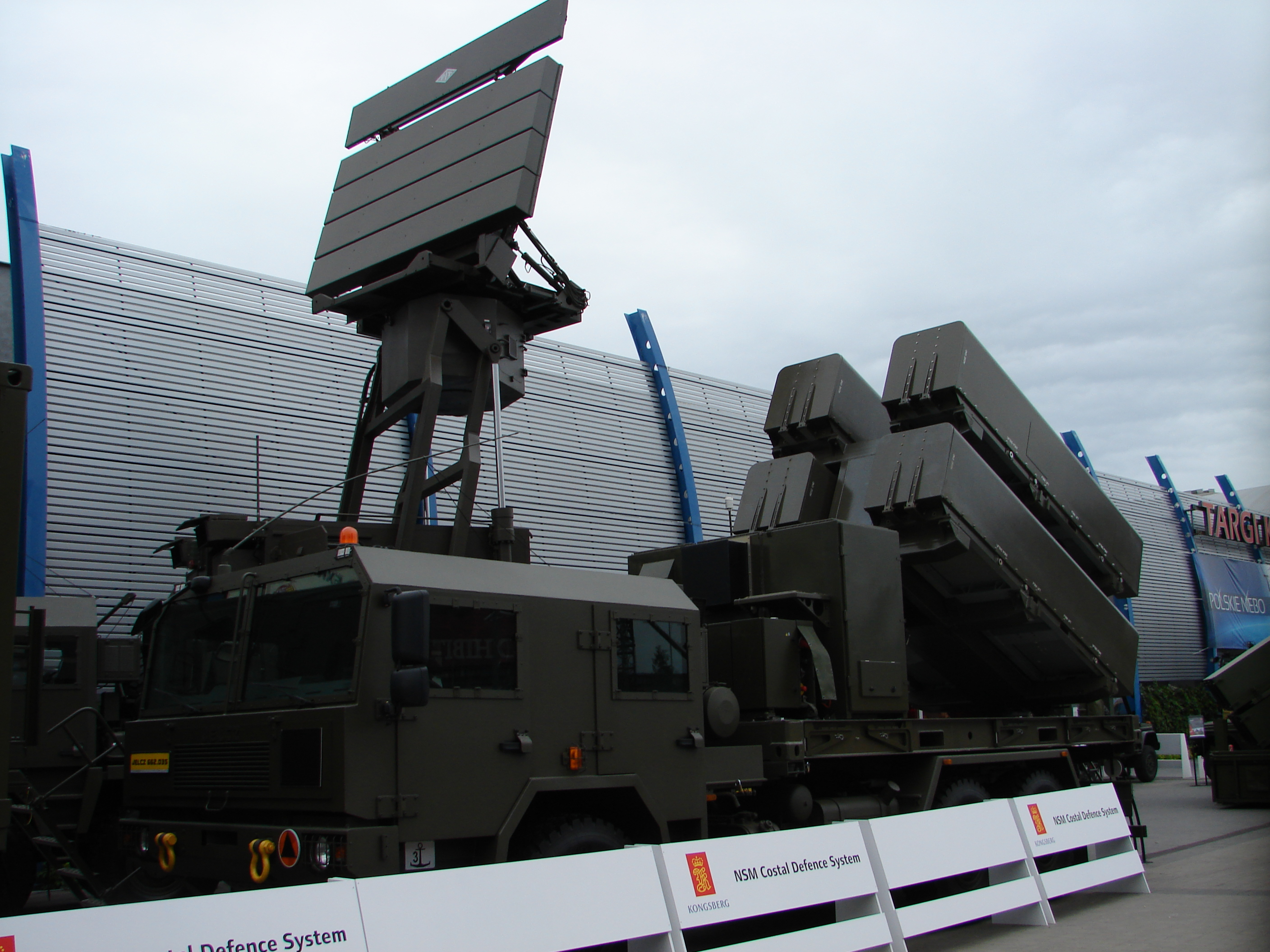
Podwozie Jelcz P662D z zamontowaną wyrzutnią rakiet przeciwokrętowych NSM

Jelcz 662D – rodzina terenowych samochodów ciężarowych, produkowanych przez polską firmę Jelcz. W rezultacie upadku Zakładów Samochodowych Jelcz S.A. i wyspecjalizowaniu się pozostałej z nich spółki (do 2014 Jelcz-Komponenty) w produkcji na potrzeby Wojska Polskiego, pojazdy te występują wyłącznie w wersjach zmilitaryzowanych, wykorzystywanych do zabudowy uzbrojenia i wyposażenia specjalnego. Pierwszym egzemplarzem samochodu typoszeregu 662 był prototypowy samochód skrzyniowy S662D z cywilną kabiną typu 134. Pojazd uczestniczył w II edycji Jelcz Rally w 1987 roku, a w 1988 roku został przekazany do badań w PIMot. 
Na początku lat 90. XX wieku, w związku z przemianami ekonomicznymi w Polsce i spadkiem popytu na mało nowoczesne ciężarówki Jelcza na rynku cywilnym,  przedsiębiorstwo zaczęło stosować podzespoły renomowanych firm zagranicznych, a także szukać przyszłości na rynku ciężarówek dla Wojska Polskiego, dla którego wcześniej nie konstruowało specjalnych samochodów. W 1994 roku na targach w Poznaniu zaprezentowano prototyp pierwszego terenowego podwozia Jelcza opracowanego specjalnie dla wojska: P662D/1, z silnikiem Steyr.

## Jelcz P662D/S662D  (6x6)
Samochód ciężarowy wysokiej mobilności w terenie z napędem na wszystkie osie (układ jezdny 6x6), w wykonaniu ADR. Kabina wojskowa wysoka lub obniżona, przystosowana do montażu dodatkowego opancerzenia lub integralnie opancerzona w wersjach 2, 4 i 6-osobowych (2 lub 4-drzwiowych). Stosowane też były kabiny z cywilnych modeli. Napęd stanowi silnik:
- Steyr WD 615.97 o mocy 320 KM (P662D/1, produkowane do 2000)[3][4]
- Iveco Aifo Euro 2 o mocy 345 KM (254 kW), poj. 9,5 l, R6 turbo intercooler, 1450 Nm (Jelcz P662 D.34)[5]
- Iveco Cursor 8 Euro 3 o mocy 352 KM (256 kW), poj. 7,8 l, 1280 Nm (Jelcz P662 D.35)[5]
- Iveco Cursor 10 Euro 2/3, poj. 10,3 l, moc 430 KM (316 kW), 1900 Nm przy 1050-1590 obr./min (Jelcz P642 D.43, Euro 3 od 2002 roku)[5]

Skrzynia biegów firmy ZF, mechaniczna 16-biegowa, od 2006 roku także 12-biegowa zautomatyzowana. Dwubiegowa skrzynia rozdzielcza.
Podwozie stanowi rama prostokątna (nitowana z podłużnic o profilu ceowym i poprzeczek o profilu omegowym). Osie resorowane resorami półeliptycznymi, osie tylne zawieszone wahliwie na dwóch odwróconych resorach półeliptycznych, połączone z ramą drążkami reakcyjnymi. Rozstaw osi w wersjach D/1, D.34, D.35 wynosi 3825 mm i 1400 mm. Ogumienie pojedyncze o rozmiarach 14.00R20 z wkładkami umożliwiającymi jazdę na krótki dystans po przebiciu.
Stosowane są kabiny zmilitaryzowane, z płaskimi ścianami ze ściętymi górnymi krawędziami w celu ułatwienia transportu strategicznego, z dwudzielną szybą przednią. Jako pierwsza wprowadzona była długa kabina nieopancerzona, następnie kabiny integralnie opancerzone, z opancerzeniem poziomu 1 normy STANAG 4569:
- długa dwudrzwiowa nieopancerzona typu 134 WPP[7]
- długa dwudrzwiowa opancerzona[7]
- długa dwudrzwiowa obniżona opancerzona typu 146 WPP[7]
- wydłużona czterodrzwiowa obniżona opancerzona 4-osobowa lub 6-osobowa typu 144 (od 2006)[7][6]
- wydłużona czterodrzwiowa nieopancerzona (od 2010)[7]
- krótka dwudrzwiowa opancerzona OP, z odpornością także na wybuchy od dołu (od 2009)[7]

Wersje podwozia do zabudowy oznaczone są prefiksem P, wersja ciężarówki skrzyniowej prefiksem S, wersja ciągnika siodłowego prefiksem C. Stosowane są m.in. zabudowy cysterny paliwa CD-10, cysterny wody CW-10, radaru artyleryjskiego WLR-100 Liwiec. Samochody P662D.35-M27 służą także jako baza samobieżnych wyrzutni niekierowanych pocisków rakietowych WR-40 Langusta, a P662D.43 dla wyrzutni pocisków przeciwokrętowych NSM. Mocniejsze silniki D.43 stosowane są głównie na ciężarówkach ogólnego przeznaczenia, z hakowym systemem załadowczym lub skrzyniowych.
M.in. w latach 2006–2010 Wojsko Polskie nabyło 53 cysterny na podwoziu P662D.35, 67 samobieżnych wyrzutni WR-40 na podwoziu P662D.35-M27, 3 P662D.35 w wersjach specjalnych (1 z radarem Liwiec), 33 P662D.43 w różnych wersjach. Ponadto WP w latach 2006–2010 nabyło 164 ciężarówki skrzyniowe S662D.43. W latach 2002–2013 Wojsko Polskie nabyło ogółem ponad 700 podwozi serii 662, przy tym zamawiano je nadal także po tej dacie
Jeden egzemplarz skrzyniowego S662D.43 sprzedano przed 2004 rokiem do nieujawnionego kraju arabskiego.